# Ronde van Frankrijk 2024/Negentiende etappe
De negentiende etappe van de Ronde van Frankrijk 2024 was een bergrit met een lengte van 144,5 kilometer. De etappe werd verreden op 19 juli met start in Embrun en eindigde in Isola 2000.

## Parcours
Tussen Embrun en Isola 2000 liggen slechts 145 kilometers maar herbergt 4.400 hoogtemeters. De eerste is de beklimming van de Col de Vars met 2.108 m en (18,8 kilometer aan 5,7%). Verder bereiken de renners na 22,9 kilometer aan 6,9% op 2.802 meter hoogte de top van de Col de la Bonette het dak van de Tour. Nadien is ook de slotklim naar Isola 2000 is erg pittig. Die is goed voor 16,1 kilometer tegen een gemiddelde stijging van 7,1%.

## Verloop
Tadej Pogačar heeft de negentiende etappe van deze Ronde van Frankrijk gewonnen. Matteo Jorgenson leek op weg naar de ritzege, maar dat was buiten Pogačar gerekend. De Sloveense geletruidrager pakte in de Alpen z'n vierde ritzege na een geweldige inhaalrace op Isola 2000 en verstevigde zijn leidersplaats. Remco Evenepoel finishte op 1'42" als vijfde, vlak voor Jonas Vingegaard. De Ecuadoriaan Richard Carapaz die de zeventiende etappe won is de nieuwe leider in het bergklassement.
| Embrun – Isola 2000 (144,6 km) |                  |                         |            |
| Plaats                         | Naam             | Ploeg                   | Tijd       |
| 1                              | Tadej Pogačar    | UAE Team Emirates       | 4u04'03""' |
| 2                              | Matteo Jorgenson | Team Visma-Lease a Bike | + 21"      |
| 3                              | Simon Yates      | Team Jayco AlUla        | + 40"      |
| 4                              | Richard Carapaz  | EF Education-EasyPost   | + 1'11"    |
| 5                              | Remco Evenepoel  | Soudal Quick-Step       | + 1'42"    |
| 6                              | Jonas Vingegaard | Team Visma-Lease a Bike | z.t.       |
| 7                              | João Almeida     | UAE Team Emirates       | + 2'00"    |
| 8                              | Mikel Landa      | Soudal Quick-Step       | z.t.       |
| 9                              | Wilco Kelderman  | Team Visma-Lease a Bike | + 2'52"    |
| 10                             | Derek Gee        | Israel-Premier Tech     | 3'27"      |

 –  Richard Carapaz was de strijdlustigste renner van de negentiende etappe.

## Klassementen

### Algemeen klassement
| Algemeen klassement (gele trui) |                  |                         |           |
| Plaats                          | Naam             | Ploeg                   | Tijd      |
| Gele trui                       | Tadej Pogačar    | UAE Team Emirates       | 78u49'20" |
| 2                               | Jonas Vingegaard | Team Visma-Lease a Bike | + 5'03"   |
| 3                               | Remco Evenepoel  | Soudal Quick-Step       | + 7'01"   |
| 4                               | João Almeida     | UAE Team Emirates       | + 15'07"  |
| 5                               | Mikel Landa      | Soudal Quick-Step       | + 15'34"  |
| 6                               | Carlos Rodríguez | INEOS Grenadiers        | + 17'36"  |
| 7                               | Adam Yates       | UAE Team Emirates       | + 19'18"  |
| 8                               | Derek Gee        | Israel-Premier Tech     | + 21'52"  |
| 9                               | Matteo Jorgenson | Team Visma-Lease a Bike | + 22'43"  |
| 10                              | Giulio Ciccone   | Lidl-Trek               | + 22'46"  |

### Puntenklassement
| Puntenklassement (groene trui) |                  |                    |        |
| Plaats                         | Naam             | Ploeg              | Punten |
| Groene trui                    | Biniam Girmay    | Intermarché-Wanty  | 387    |
| 2                              | Jasper Philipsen | Alpecin-Deceuninck | 354    |
| 3                              | Bryan Coquard    | Cofidis            | 208    |
| 4                              | Anthony Turgis   | TotalEnergies      | 180    |
| 5                              | Arnaud De Lie    | Lotto Dstny        | 161    |

### Bergklassement
| Bergklassement (bolletjestrui) |                  |                         |        |
| Plaats                         | Naam             | Ploeg                   | Punten |
| Bolletjestrui                  | Richard Carapaz  | EF Education-EasyPost   | 101    |
| 2                              | Tadej Pogačar    | UAE Team Emirates       | 87     |
| 3                              | Jonas Vingegaard | Team Visma-Lease a Bike | 59     |
| 4                              | Matteo Jorgenson | Team Visma-Lease a Bike | 53     |
| 5                              | Remco Evenepoel  | Soudal Quick-Step       | 44     |

### Jongerenklassement
| Jongerenklassement (witte trui) |                   |                         |            |
| Plaats                          | Naam              | Ploeg                   | Tijd       |
| Witte trui                      | Remco Evenepoel   | Soudal Quick-Step       | 78u56'21"  |
| 2                               | Carlos Rodríguez  | INEOS Grenadiers        | + 10'35"   |
| 3                               | Matteo Jorgenson  | Team Visma-Lease a Bike | + 15'42"   |
| 4                               | Santiago Buitrago | Bahrain Victorious      | + 15'55"   |
| 5                               | Ben Healy         | EF Education-EasyPost   | + 1u18'02" |

### Ploegenklassement
| Ploegenklassement |                         |            |
| Plaats            | Ploeg                   | Tijd       |
|                   | UAE Team Emirates       | 236u59'00" |
| 2                 | Team Visma-Lease a Bike | + 27'55"   |
| 3                 | Soudal Quick-Step       | + 1u12'07" |
| 4                 | INEOS Grenadiers        | + 1u12'52" |
| 5                 | Lidl-Trek               | + 2u01'25" |

## Uitvallers
- Stefan Küng (Groupama-FDJ): Niet gestart
- Jake Stewart ( Israel-Premier Tech): Niet gestart door ziekte
- Nils Eekhoff ( Team dsm-firmenich PostNL): Opgave door vermoeidheid
- Arnaud Démare (Arkéa-B&B Hotels): Buiten tijd

1e etappe ·
2e etappe ·
3e etappe ·
4e etappe ·
5e etappe ·
6e etappe ·
7e etappe ·
8e etappe ·
9e etappe ·
10e etappe ·
11e etappe ·
12e etappe ·
13e etappe ·
14e etappe ·
15e etappe ·
16e etappe ·
17e etappe ·
18e etappe ·
19e etappe ·
20e etappe ·
21e etappe
Startlijst · Eindstanden · Afbeeldingen